# Ассибиляция
Ассибиляция — превращение в сибилянт — свистящий или шипящий звук.
Термин этот, теперь почти не употребляющийся в лингвистике, заменен другим, именно «палатализация» согласных звуков. Термином этим обозначается процесс заменения, обыкновенно перед мягкими гласными и j, гортанных и зубных звуков шипящими и свистящими звуками. Процесс этот является почти во всех языках индоевропейской семьи и захватывает собою несколько отдельных явлений из праарийской фонетики. Во-первых, к нему принадлежит явление, что вместо первобытного праарийского палатально-гортанного звука, которому отвечает в греческом, латинском, кельтском и германском языках чистый гортанный, является в санскритском, зендском, армянском, албанском, литовском и славянском языках свистящий или шипящий звук, и притом здесь не производит никакого влияния природа смежных звуков в слове. Во-вторых, к этому же процессу относится замена гортанных перед мягкими гласными и йотой в шипящие и свистящие, что замечается в санскритском, зендском и славянском языках, например: нога — ножка из ножька, горло — жерло и т. д. В некоторых языках, напр. в романских, германских и славянских, этому переходу подвергаются зубные звуки, например: фр. nation, нем. setzen (из satjan), польск. świeca (из ś wiat ło); наконец, к ассибиляции неправильно причисляют чередование первоначального s и слав. ch (x), например: рус. пасмурный, польск. pochmurny.

## Источник
- Ассибиляция // Энциклопедический словарь Брокгауза и Ефрона : в 86 т. (82 т. и 4 доп.). — СПб., 1890—1907.